# Mount Murchison, Tasmanien
Mount Murchison är ett berg i Australien. Det ligger i kommunen West Coast och delstaten Tasmanien, i den sydöstra delen av landet, omkring 180 kilometer nordväst om delstatshuvudstaden Hobart. Toppen på Mount Murchison är 1 243 meter över havet, eller 40 meter över den omgivande terrängen. Bredden vid basen är 0,29 km.
Trakten runt Mount Murchison är nära nog obefolkad, med mindre än två invånare per kvadratkilometer.. Närmaste större samhälle är Rosebery, nära Mount Murchison. 
I omgivningarna runt Mount Murchison växer i huvudsak städsegrön lövskog. Genomsnittlig årsnederbörd är 2 426 millimeter. Den regnigaste månaden är augusti, med i genomsnitt 307 mm nederbörd, och den torraste är februari, med 103 mm nederbörd.